# Somogede (Wadaslintang)
Somogede is een bestuurslaag in het regentschap Wonosobo van de provincie Midden-Java, Indonesië. Somogede telt 3523 inwoners (volkstelling 2010).